# Plebicula orientalis
Plebicula orientalis är en fjärilsart som beskrevs av Chapman 1912. Plebicula orientalis ingår i släktet Plebicula och familjen juvelvingar. Inga underarter finns listade i Catalogue of Life.